# 아리에주주의 아롱디스망
아리에주주의 아롱디스망에는 총 3개가 있다.
- 푸와 아롱디스망 (아리에주 주의 주도 : 푸와)은 9개의 캉통과 135개의 코뮌이 속해 있다.
- 파미에 아롱디스망 (준주도 : 파미에)은 7개의 캉통과 115개의 코뮌이 속해 있다.
- 생지롱 아롱디스망 (준주도 : 생지롱)은 6개의 캉통과 82개의 코뮌이 속해 있다.

## 역사
- 1790년 : 미르푸아, 생지롱, 타라스콩 등 3개의 디스트리크와 함께 아리에주 주가 생성됨
- 1800년 : 푸와, 파미에, 생지롱 아롱디스망 생성
- 1926년 : 파미에 아롱디스망 폐지
- 1942년 : 파미에 아롱디스망 복구